# Venus: The Flytrap
Venus: The Flytrap è un videogioco di tipo shoot'em up a piattaforme pubblicato nel 1990 da Gremlin.

## Trama
La razza umana sta distruggendo il pianeta terra attraverso l'inquinamento e la deforestazione, sono nati insetti e piante mutanti che distruggeranno l'ecosistema globale, la razza umana è in pericolo. Gli scienziati si mettono all'opera per risolvere il problema e viene inventata una speciale mosca robotica in grado di risolvere la situazione e ripristinare l'ecosistema terrestre.
Venus flytrap (lett. trappola per mosche di Venere) è il nome in inglese della Dionaea muscipula, una pianta carnivora.

## Modalità di gioco
Il gioco è un classico sparatutto a piattaforme dove si dovrà raggiungere l'uscita eliminando tutte le creature presenti nello stage, le quali appena verranno distrutte rilasceranno bonus aggiuntivi come energia extra, spari potenziati, power-up, munizioni aggiuntive e altro. Prima della fine di ogni livello l'azione si trasforma in un vero e proprio shoot'em up con l'immancabile boss di fine livello che sarà sempre lo stesso, una specie di millepiedi volante. La scelta delle armi funziona a barra, come accade in Gradius, inoltre in alcuni livelli, camminando su delle piattaforme speciali, la gravità verrà invertita e Venus camminerà sui soffitti fino ad incontrare di nuovo la piattaforma speciale.
Stranamente per giocare bisogna inserire crediti virtuali, come avviene nei coin-op.

### Livelli
- 1 La foresta proibita
- 2 Terre ghiacciate
- 3 La città morta
- 4 Il mondo di legno
- 5 Le caverne
- 6 La valle della morte
- 7 La palude strisciante
- 8 Mondo tecnologico
- 9 La pianura translucida
- 10 Il fiume Stige

### Armi
- Fuoco normale
- Fuoco potenziato grande
- Sparo a tre vie
- Sparo a quattro vie
- Mortaio
- Laser